# 케냐 식민지
일반적으로 흔히 영국령 케냐(British Kenya) 또는 영국령 동아프리카(British East Africa)로 알려진 케냐 식민지 및 보호령(Colony and Protectorate of Kenya)은 아프리카에 있는 대영 제국의 일부였다. 1920년 구 동아프리카 보호령이 대영 제국 왕령식민지로 변모하면서 설립되었다. 엄밀히 말하면 '케냐 식민지'는 내륙 땅을 가리키는 반면, 잔지바르 술탄으로부터 명목상 임대된 16km(10mi) 해안가 스트립은 '케냐 보호령'이었지만, 둘은 하나의 행정 단위로 통제되었다. 식민지는 1963년 케냐 소수 민족 정부가 처음으로 선출되면서 막을 내렸고, 결국 독립을 선언했다.

## 법
채찍질, 매질 그리고 회초리와 같은 체벌은 특히 어린 범죄자들에 대한 케냐 식민지에서 사용된 많은 범죄들에 대한 주요한 법적 처벌이었다. 비록 대도시 식민지 사무소가 그러한 형벌의 사용에 대해 회의적이었지만, 그것의 불편함은 지역 당국에 의한 그들의 적용을 거의 방해하지 않았다. 그것이 죄수들의 도덕을 침식시키고 그들을 범죄성의 긍정적인 피드백 고리에 위탁할 것이라는 믿음 때문에, 대부분의 판사들에 의해 감옥들은 회피되었다. 체벌은 또한 불복종하는 부족장들에 대해 정부 당국에 의해 사용되었는데, 이것의 한 예는 후자가 전자에 의해 거짓말을 한 후 알제논 E. 카펠 대령에 의한 키쿠유 족장의 채찍질이었다.

## 같이 보기
- 마우마우 반란 (1952년)

## 참고 문헌
- Kitching, Gavin N. Class and economic change in Kenya: The making of an African petite bourgeoisie 1905–1970 (Yale University Press, 1980)
- Lonsdale, John, and Bruce Berman. "Coping with the contradictions: the development of the colonial state in Kenya, 1895–1914." Journal of African History 20#04 (1979): 487–505.
- Mungeam, Gordon Hudson. British rule in Kenya, 1895–1912 (Oxford, Clarendon Press, 1966)
- Ochieng, William Robert. A history of Kenya (Macmillan Kenya, 1985)
- Ochieng, William Robert, and Robert M. Maxon, eds. An economic history of Kenya (East African Publishers, 1992)
- Wolff, Richard D. Britain and Kenya, 1870–1930: The Economics of Colonialism (Transafrica Publishers, 1974)